# Brachistosternus quiscapata
Espèce
Brachistosternus quiscapata est une espèce de scorpions de la famille des Bothriuridae.

## Distribution
Cette espèce se rencontre au Pérou dans la région de Tacna et au Chili dans les régions d'Arica et Parinacota et de Tarapacá entre 3 000 et 3 400 m d'altitude,.

## Description
Le mâle holotype mesure 38,8 mm et la femelle paratype 40,5 mm.

## Publication originale
- Ochoa & Acosta, 2002 : Two new Andean species of Brachistosternus Pocock (Scorpiones: Bothriuridae). Euscorpius, no 2, p. 1-15 (texte intégral).